# Lombergar
Lombergar je priimek več znanih Slovencev:

## Znani nosilci priimka
- Aleš Lombergar (*1962), oblikovalec, konservator, mojster jedkanja stekla
- France Lombergar (1928-1993), agronom, strokovnjak za sadjarstvo
- Janez Lombergar (*1954), umetnostni zgodovinar, novinar, urednik, direktor TV, scenarist
- Karolina Lombergar, manekenka, fotomodel
- Tara Lombergar, oblikovalka, kreatorka